# Morsbronn-les-Bains
Morsbronn-les-Bains é uma comuna francesa na região administrativa de Grande Leste, no departamento Baixo Reno. Estende-se por uma área de 6,88 km². Em 2010 a comuna tinha 701 habitantes (densidade: 101,9 hab./km²).